# 斯韦特雷亚尔 (斯韦特雷亚尔区)
斯韦特雷亚尔（羅馬化：Svetlyy Yar）是俄罗斯伏尔加格勒州的市级镇、斯韦特雷亚尔区行政中心，位于伏尔加河右岸，在州府伏尔加格勒西南方。
该地2021年人口有11,492人；2010年人口12,537；2002年人口13,102；1989年人口11,307。